# Uwe Proske
Uwe Proske, född den 10 oktober 1961 i Löbau, Tyskland, är en tysk fäktare som tog OS-guld i herrarnas lagtävling i värja i samband med de olympiska fäktningstävlingarna 1992 i Barcelona.